# MTSAT Satellite Augmentation System
 (signalé en mai 2025).
Si vous disposez d'ouvrages ou d'articles de référence ou si vous connaissez des sites web de qualité traitant du thème abordé ici, merci de compléter l'article en donnant les références utiles à sa vérifiabilité et en les liant à la section « Notes et références ».
- Archive Wikiwix
- Bing
- Cairn
- DuckDuckGo
- E. Universalis
- Gallica
- Google
- G. Books
- G. News
- G. Scholar
- Persée
- Qwant
- (zh) Baidu
- (ru) Yandex
- (wd) trouver des œuvres sur Wikidata

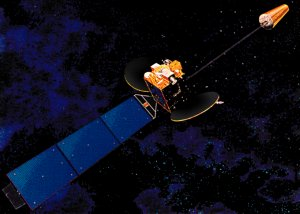
Illustration du satellite MTSAT-1

Multi-functional Satellite Augmentation, généralement désigné par son acronyme MSAS, est un système d'augmentation du signal GPS basé sur des satellites (SBAS) développé par le Japon. MSAS est mis en œuvre par le Ministère japonais du Territoire, de l'Infrastructure et des Transports ainsi que par le Bureau de l'aviation civile japonais (JCAB). Le système est entré dans une phase opérationnelle en septembre 2007. MSAS, comme tous les systèmes SBAS, permet d'améliorer la précision de la position fournie par un récepteur GPS. Celle-ci passe de 20 mètres à 1,5-2 mètres aussi bien dans les dimensions horizontales que verticale. MSAS est similaire aux systèmes européens EGNOS et américain WAAS. Le signal permettant d'améliorer la précision des récepteurs GPS est diffusé par un équipement embarqué sur deux satellites météorologiques MTSAT-1R et MTSAT-2 placés respectivement en 2005 et 2006 sur une orbite géostationnaire aux longitudes 140° et 145°.